# Kauhajoki
Kauhajoki là một thành phố và đô thị của Phần Lan. Dân thành phố này chỉ sử dụng tiếng Phần Lan
Vị trí ở tỉnh Tây Phần Lan trong vùng Nam Ostrobothnia. Dân số là 14.411 người (thời điểm 31 tháng 8 năm 2008) và diện tích 1.315,46 km2 (507,90 dặm vuông Anh) trong đó có 16,45 km2 (6,35 dặm vuông Anh) là diện tích mặt nước. Mật độ dân số là 11,09 người trên mỗi km².